# 침강 (해양학)

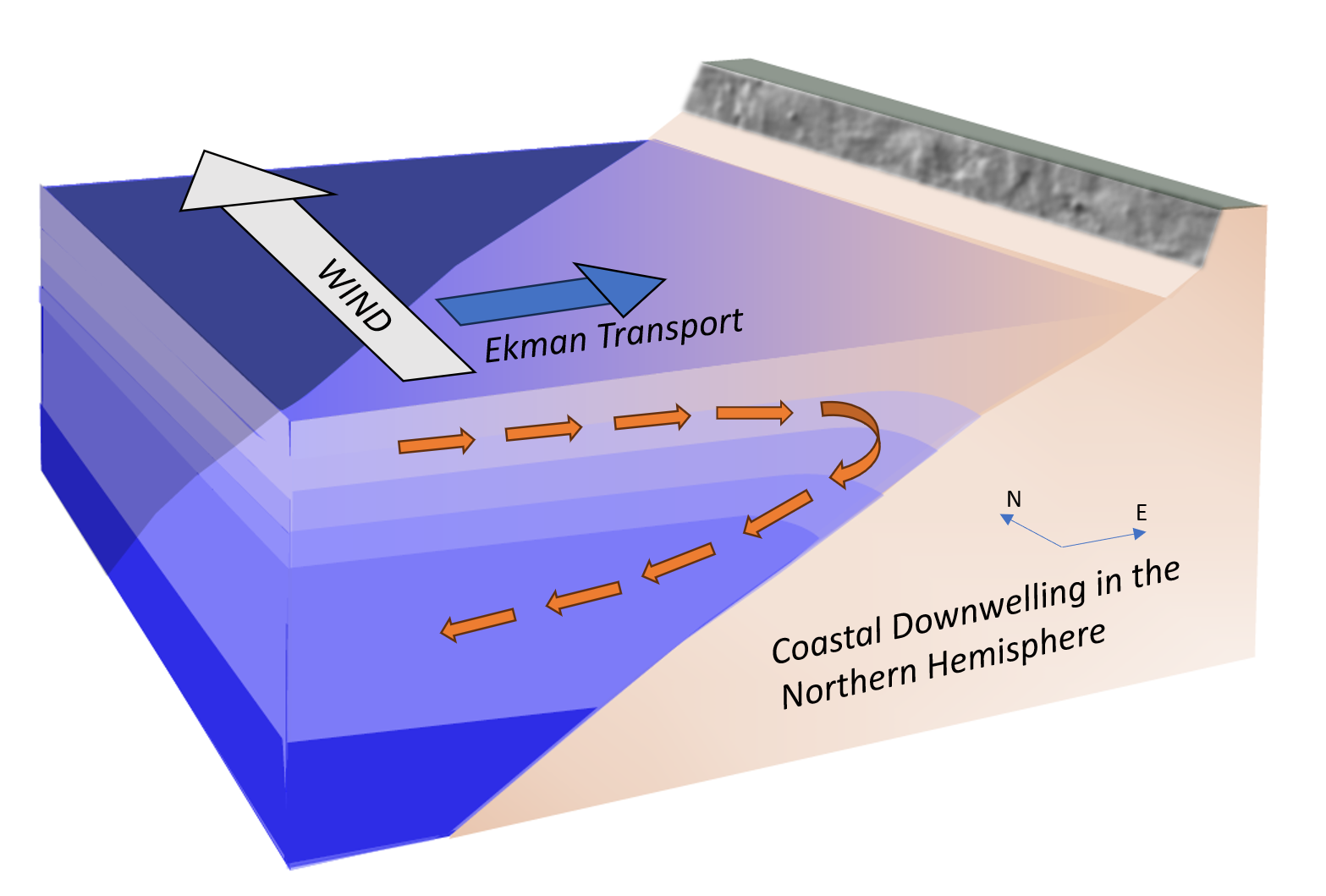
북반구에서의 연안 침강(coastal downswelling) 모식도. 바람과 에크만 수송의 방향이 보인다. 흰색 화살표는 바람, 파란색은 에크만 수송, 빨간색은 하강류를 의미한다.

침강(영어: Downwelling) 또는 하강류는 유체 내에서 유체 덩어리(수괴)가 염분, 온도, pH와 같은 그 특성 때문에 아래로 이동하는 현상이다. 이는 유체의 상향 이동인 용승과 밀접한 관련이 있다.
침강이라는 단어는 지질학에서 가장 흔하게 사용되지만, 해양학을 포함한 다양한 지구 현상을 설명하는 데에도 사용된다. 여기에는 대기학, 담수 시스템 내의 이동 등이 포함된다. 이 문서에서는 해양 침강과 이가 해양 순환 및 생물지구화학적 순환에 미치는 중요한 영향에 대해 설명한다.
물이 침강되는 원인에는 주로 세 가지가 있다. 염분, 온도 등의 변화로 수괴의 밀도가 커지거나 지형에 부딪히거나 고기압성 바람에 의해 해수면이 주변보다 높아지거나.
침강은 해양 생물에 중요한 영향을 미친다. 표층수는 일반적으로 심층수에 비해 영양소 함량이 낮다. 이는 유광층에서 영양소를 사용하는 일차생산량 때문이다. 그러나 표층수는 광합성 및 해수면 가스 교환으로 인해 심해에 비해 산소 함량이 높다. 물이 아래로 이동하면 산소가 표면 아래로 유입되어 부패하는 유기체에 의해 사용된다. 침강 현상은 아래로부터의 영양소 공급 부족으로 인해 표층 해양의 낮은 일차생산량을 동반한다.

## 원리

### 밀도 증가
밀도 증가에 의한 침강은 해양의 밀도 변화로 인해 수괴가 가라앉는 현상이다. 표층 해양의 밀도 변화는 주로 증발, 강수, 가열, 냉각, 해빙, 결빙 또는 강물 유입이나 염분 제거와 같은 이유로 일어난다. 특히 대류는 전지구적 열염순환(또는 심층 순환)의 원동력이다. 수괴가 아래로 이동하려면 해당 덩어리의 밀도가 증가해야 하므로 증발, 냉각 및 염분 제거는 밀도 증가에 의한 침강을 일으키는 과정이다.

### 에크만 수송

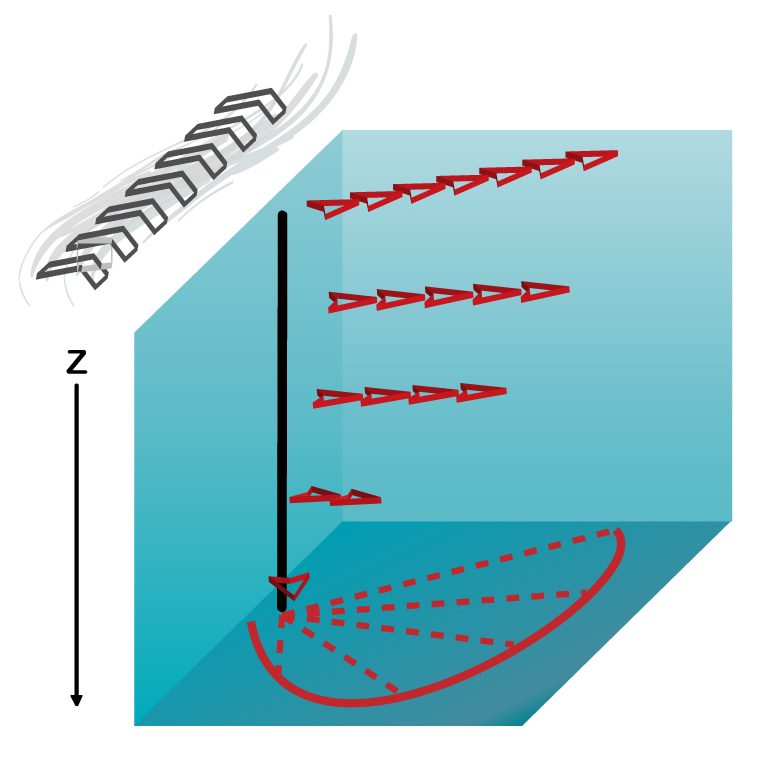
에크만 수송 모식도

에크만 수송은 바람 응력과 코리올리 효과로 인해 발생하는 해수의 평균적 움직임이다. 바람이 해수면과 평행하게 불면 마찰력이 발생하여 최상층 표층수를 함께 끌고 간다. 지구의 자전으로 인해 이러한 표층 해류는 바람 방향에 대해 45°로 발달한다. 이가 여러 에크만 층 사이에서 반복되어 에크만 나선을 이룬다. 결국 바람에 대한 평균적 흐름의 방향은 북반구에서는 바람 응력의 오른쪽 90°, 남반구에서는 왼쪽 90°가 된다.
에크만 수송은 아열대 환류의 무역풍과 편서풍 사이에 물을 쌓아 올리거나 물을 해안에 부딪히게 한다. 증가된 표층수 질량은 물을 아래로 밀어내는 고압 영역을 생성한다. 또, 해안에 부딪힌 물은 더 이상 갈 곳이 없으므로 침강하게 되고 이것이 위쪽 모식도에 나와있는 연안 침강(coastal downswelling)이다. 에크만 수송은 지속적인 바람 동안 긴 수렴 영역을 생성하여 랭뮤어 순환을 만들 수도 있다.

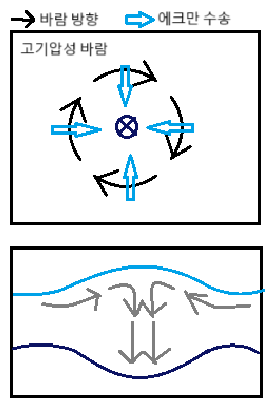
북반구에서의 수렴으로 인한 침강 모식도

### 고기압성 바람
북반구에서는 고기압성 바람이 시계 방향으로 도는데, 이로인한 에크만 수송의 방향은 오른쪽으로 90도이기 때문에 해수는 안쪽으로 수렴하게 된다. 해수가 수렴하여 해수면이 높아지면 압력이 높아지고 결국 물이 침강하게 된다. 기압과 해수면 사이의 관계도 측정된 바가 있다. 기압이 1hPa 감소할 때마다 해수면은 약 1cm 상승한다.
저기압성 바람이 반시계 방향으로 돌 때에는 고기압의 반대로 작동한다. 에크만 수송의 방향이 바깥쪽을 향하여 해수가 발산하고, 표층수가 발산하므로 표층수가 있던 곳을 채우기 위해 아래에 있던 물이 올라는 용승이 일어난다.

## 밀도 증가에 의한 침강
밀도는 냉각, 증발, 그리고 해빙 형성으로 인한 염분 제거를 통해 증가한다. 밀도 증가는 다양한 공간 및 시간 규모에서 발생한다.
외해에서는 밤에 냉각과 혼합층의 심화가 일어나고, 낮에는 해양이 재성층화되는 지역이 있다. 연간 주기로는 가을에 광범위한 냉각이 시작되며, 대류 혼합층의 심화는 해양 내부로 수백 미터에 이를 수 있다. 이에 비해 바람에 의한 혼합층 깊이는 150m로 제한된다.
대규모 증발 현상은 대류를 유발할 수 있지만, 증발과 관련된 잠열 손실이 보통 지배적이며, 겨울에는 이 과정이 지중해 심층수 형성을 유발한다. 일부 특정 지역, 즉 그린란드해, 래브라도해, 웨들해, 로스해에서는 심층 대류(>1000m)가 전지구 해양 심층수의 대부분을 산소화하고 열염순환을 구동한다.

## 바람에 의한 침강

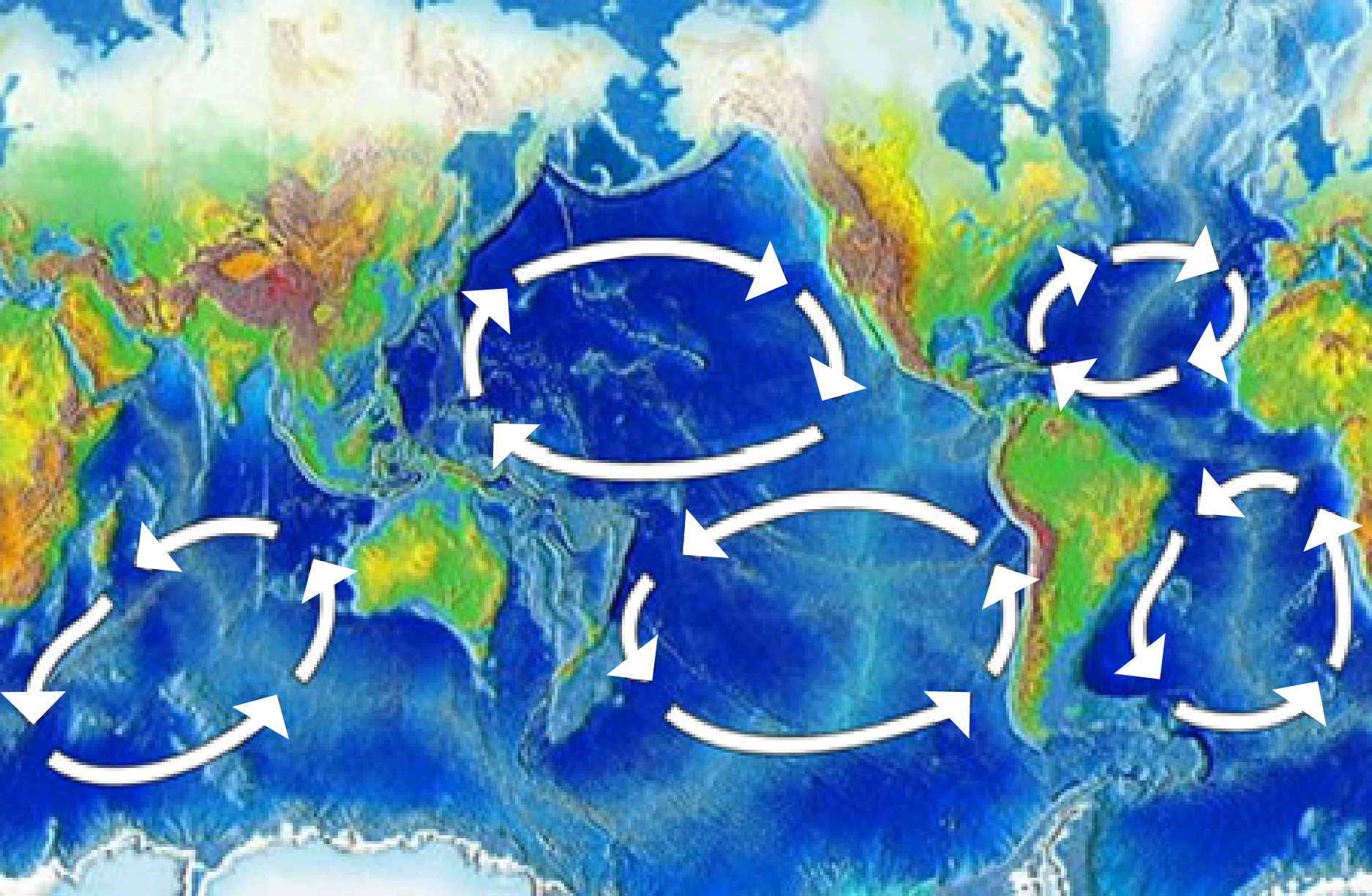
다섯 개의 아열대 환류 (해양학)를 보여주는 지도.

### 아열대 환류
아열대 환류는 우리가 관찰하는 침강 중 가장 큰 규모로 작용한다. 각 해분(ocean basin)의 북쪽과 남쪽에서 바람이 서로 반대 방향으로 불어 에크만 수송이 물을 해분 중앙으로 이동시킨다. 이 움직임은 물을 쌓아올려 환류의 중심에 고압 영역을 생성하고, 경계에 저압을 형성하며, 혼합층을 심화시킨다. 행성이 회전하지 않았다면 이 영역의 물은 바깥으로 확산되었을 것이다. 그러나 코리올리 효과 때문에 물은 북반구에서는 시계 방향으로, 남반구에서는 반시계 방향으로 회전하여 환류를 생성한다. 회전하는 동안 고압 영역은 물을 아래로 밀어내어 침강를 발생시킨다. 해양 환류와 관련된 일반적인 하강 속도는 연간 수십 미터 정도이다.

### 연안 침강
연안 침강는 바람이 해안과 평행하게 불 때 발생한다. 이러한 바람에서는 에크만 수송이 물의 이동을 해안 쪽으로 또는 해안에서 직접 멀어지게 한다. 에크만 수송이 물을 해안 쪽으로 이동시키면 해안선이 장벽 역할을 하여 표층수가 육지에 쌓이게 한다. 쌓인 물은 아래로 밀려 내려가면서 따뜻하고 영양소가 부족하며 산소가 풍부한 물을 혼합층 아래로 유입시킨다.

### 랭뮤어 순환
랭뮤어 순환은 바람으로부터 발생하며, 에크만 수송을 통해 해양 표면에 수렴과 발산이 번갈아 나타나는 영역을 생성한다. 태평양 거대 쓰레기 지대와 같이 떠다니는 부유물 축적물의 긴 띠로 표시되는 수렴 영역에서는, 표층수를 혼합층 바닥으로 운반하는 일관된 와류가 발생한다. 또한, 혼합층 바닥에서의 직접적인 바람 교반 및 해류 층밀림 변형력은 불안정성과 난류를 생성하여 혼합층 내부 및 바닥에서 특성을 더욱 혼합시킬 수 있다.

## 다른 해양 특징과의 연관성

### 와류

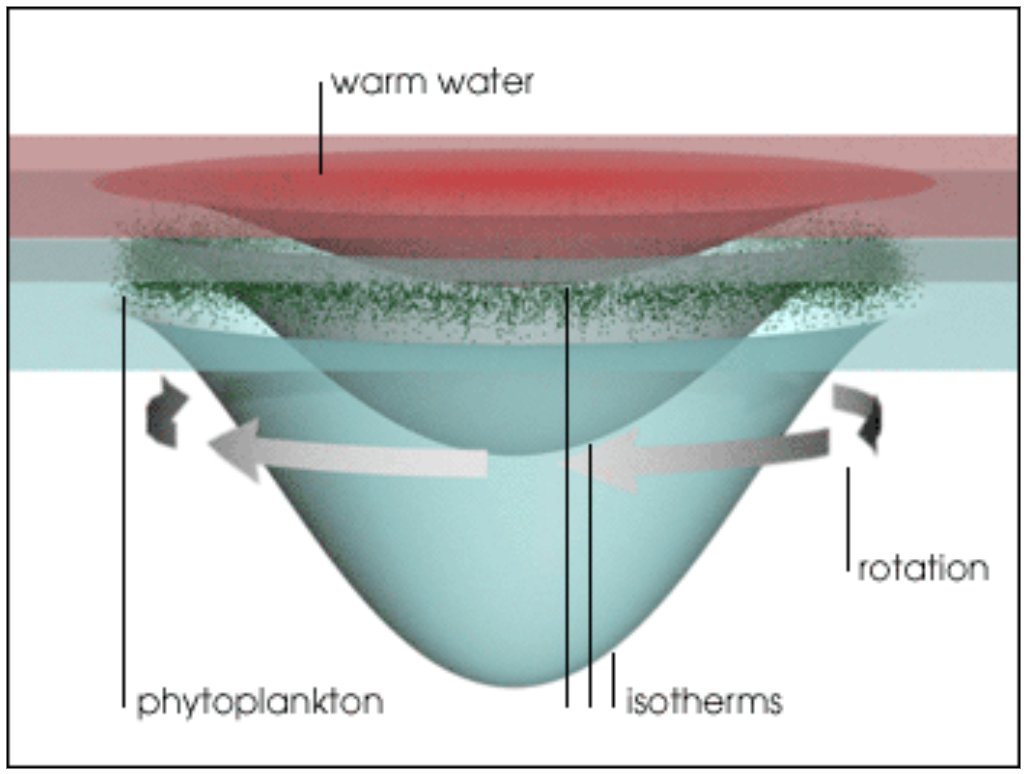
북반구의 온수성 와류. 시계 방향 물 회전, 등밀도면 하강, 와류 중심의 낮은 생산성을 보여준다.

메조스케일(>10-100km) 및 서브메조스케일(<1-10km) 와류는 표층 해양의 보편적인 특징이다. 와류는 저기압성 (냉수성 와류) 또는 고기압성 (온수성 와류) 회전을 한다. 온수성 와류는 고기압성 회전으로 특징지어지며, 이는 표층수를 안쪽으로 향하게 하여 높은 해수면 온도와 높이를 생성한다. 이 회전에 의해 유지되는 높은 중심 정수압은 물의 침강와 수백 미터/년 규모로 일정한 밀도면인 등밀도면의 하강(와류 펌핑 참조)을 유발한다. 일반적인 결과는 종종 낮은 일차생산량으로 특징지어지는 더 깊은 따뜻한 물의 표층이다.
따뜻한 핵을 가진 와류는 생물지구화학적 순환 및 대기-해양 상호작용에서 여러 가지 중요한 역할을 한다. 예를 들어, 이 와류는 높은 해수면 온도로 인해 남극해의 해빙 형성을 감소시키는 것으로 관찰되었다. 또한 이 와류 중심에서 이산화 탄소의 대기-해양 플럭스가 감소하며 온도가 이 플럭스 억제의 주요 원인으로 관찰되었다. 따뜻한 핵을 가진 와류는 산소를 해양 내부(유광층 아래)로 운반하여 호흡을 지원한다. 산소와 같은 화합물이 심해로 운반되지만, 따뜻한 핵을 가진 와류 중심에서의 성층화 강화로 인해 탄소 배출이 감소하는 것이 관찰된다. 이러한 성층화는 영양분이 풍부한 물이 일차 생산을 촉진할 수 있는 표면으로 혼합되는 것을 억제한다. 이 경우, 일차 생산이 낮게 유지되므로 탄소 배출 잠재력도 낮게 유지된다.

### 전선과 필라멘트
해양 전선은 서로 다른 수괴의 수평 수렴에 의해 형성된다. 이는 염분 및 온도 차이로 인한 수평 밀도 경사 또는 회전 흐름의 신장 및 연장으로 인해 민물 유입 지역에서 발달할 수 있다.
서브메조스케일 전선과 필라멘트는 해류 상호작용과 흐름 불안정성에 의해 형성된다. 이들은 표층과 해양 내부를 연결하는 지역이다. 이 지역은 경사진 등밀도면으로 인해 규모가 10km 미만인 수평 부력 경사로 특징지어진다. 두 가지 주요 메커니즘이 표층수를 깊이로 운반한다: 이 등밀도면의 단열적 기울기와 이완, 그리고 등밀도면을 따라 흐르는 흐름 또는 섭입이다. 이러한 메커니즘은 열과 같은 표층 특성을 혼합층 아래로 운반하고 생물학적 펌프를 통한 탄소격리를 돕는다. 수치 모델은 서브메조스케일 전선에서 하루 100m 정도의 수직 속도를 예측한다. 그러나 해양 부유물을 사용하여 하루 1000m를 초과하는 수직 속도가 관찰되었다. 이러한 관찰은 선박 기반 센서가 수직 속도를 측정할 충분한 정확도를 갖지 못하기 때문에 드물다.

## 변동성
침강 경향은 위도에 따라 다르며, 바람 세기의 변화 및 계절 변화와 관련될 수 있다. 일부 지역에서 연안 침강는 계절적 현상으로, 영양소가 고갈된 물을 해안으로 밀어낸다. 용승에 유리한 바람의 약화 또는 역전은 물이 해안을 따라 쌓이면서 침강 기간을 생성한다.
온대 위도에서는 기온 차이와 바람 패턴이 계절적이며, 이는 매우 가변적인 용승 및 침강 조건을 생성한다. 예를 들어, 미국 태평양 북서부 연안의 가을과 겨울에는 알래스카만과 캘리포니아 해류 시스템의 남풍이 침강에 유리한 조건을 만들어 남서쪽에서 해안으로 해양수를 운반한다. 이러한 침강 현상은 며칠간 지속되는 경향이 있으며, 겨울 폭풍과 관련될 수 있고 가을과 겨울에 관찰되는 낮은 수준의 일차생산량에 기여한다. 반대로, 침강 시즌이 끝나고 용승 시즌이 시작되는 "봄 전환기"에는 해안에 차갑고 영양분이 풍부한 용승수가 존재하여 높은 수준의 일차 생산을 촉진한다. 계절적으로 변동하는 온대 지역과는 달리, 극지방에서는 열대에서 환류에 의해 운반된 짠물의 온도를 차가운 공기가 낮추기 때문에 침강가 비교적 일정하다.
엘니뇨 남방진동(ENSO)의 중립 및 라니냐 단계 동안 적도 지역의 지속적인 동풍 무역풍은 서태평양에 물이 쌓이게 할 수 있다. 이러한 무역풍의 약화는 동태평양의 적도를 따라 전파되는 침강 켈빈 파동을 생성할 수 있다. 동태평양의 비정상적으로 따뜻한 해수면 온도와 관련된 일련의 켈빈 파동은 엘니뇨 현상의 전조가 될 수 있다. ENSO의 엘니뇨 단계 동안 무역풍의 교란은 남아메리카 서해안에서 해양수가 쌓이게 한다. 이러한 변화는 용승 감소와 관련이 있으며 연안 침강를 강화할 수 있다.

## 해양 생물지구화학에 미치는 영향
침강와 관련된 생물지구화학적 순환은 이 과정이 발생하는 위치와 빈도에 의해 제한된다. 위에서 설명했듯이 대부분의 침강는 극지방에서 심층 및 저층수 형성으로 또는 아열대 환류의 중심에서 발생한다. 남극해 (웨들해)와 북 대서양 (그린란드, 래브라도, 노르웨이, 지중해)의 저층 및 심층수 형성은 인위적인 이산화 탄소, 용존 유기 탄소(DOC), 용존 산소의 제거 및 격리에 크게 기여한다. 용존 가스 용해도는 차가운 물에서 더 크기 때문에 가스 농도가 증가한다.
전반적인 순환 모델 시뮬레이션에 따르면 남극해 단독으로 산업화 이전 대기 중 이산화 탄소의 양을 제어하는 가장 중요한 고위도 지역으로 나타났다. 남극 심층수 형성 지역으로의 물 순환은 이산화 탄소를 표층 해양으로 끌어들이는 주요 요인 중 하나이다. 다른 하나는 생물학적 펌프인데, 이는 일반적으로 영양소가 높고 엽록소가 낮은(HNLC) 남극해 지역에서 철에 의해 제한된다. DOC는 저층 및 심층수 형성 동안 혼입될 수 있으며, 이는 생물기원 탄소 배출의 큰 부분을 차지한다. DOC의 배출은 심해로 유입되는 생물기원 탄소의 최대 30%를 차지하는 것으로 생각된다. 깊이로의 DOC 플럭스의 강도는 겨울 대류의 강도에 의존하며, 이는 또한 미생물 먹이 그물을 변화시켜 깊이로 배출되는 DOC의 변동을 초래한다. 용존 산소도 저층 및 심층수 형성 지점에서 침강되어 1000m 아래에서 용존 산소 농도 상승에 기여한다.
아열대 환류는 일반적으로 질소, 인, 철과 같은 거대 및 미량 영양소가 부족하여 피코식물플랑크톤 군집이 낮은 영양소 요구량을 갖는다. 이는 부분적으로 영양소를 유광층에서 멀리 운반하는 지속적인 침강 때문이다. 이들 빈영양성 지역은 빠른 영양분 순환에 의해 유지되는 것으로 생각되며, 이는 격리될 수 있는 탄소를 거의 남기지 않을 수 있다. 아열대 환류에서 피코식물플랑크톤의 탄소 순환에서의 역할 역학은 잘 이해되지 않고 있으며 활발히 연구되고 있다.
가장 높은 일차 생산성을 가진 지역은 탄소와 질소의 생물지구화학적 순환에서 중요한 역할을 한다. 침강는 초기 조건과 위치에 따라 무산소 상태를 완화하거나 유발할 수 있다. 지속적인 용승 기간은 탈산소를 유발할 수 있으며, 이는 용존 산소를 다시 깊이로 운반하는 침강 사건에 의해 완화된다. 무산소 상태는 또한 고바이오매스 와편모충류의 조류 대증식 이후 지속적인 침강로 인해 발생할 수 있다. 침강로 인한 와편모충류 및 기타 형태의 바이오매스 연안 축적은 궁극적으로 영양분 고갈과 유기체의 사망을 초래한다. 바이오매스가 부패하면 종속영양 박테리아에 의해 산소가 고갈되어 무산소 상태를 유발한다.